# تپه گل سرخ
تپه گل سرخ مربوط به دوره اشکانیان است و در شهرستان کوهدشت، بخش طرهان، دهستان طرهان، ۲۰۰ متری غرب روستای گل سرخ واقع شده و این اثر در تاریخ ۲۲ اسفند ۱۳۸۵ با شمارهٔ ثبت ۱۸۲۰۶ به‌عنوان یکی از آثار ملی ایران به ثبت رسیده است.